# Biografielijst Gl

## Gla

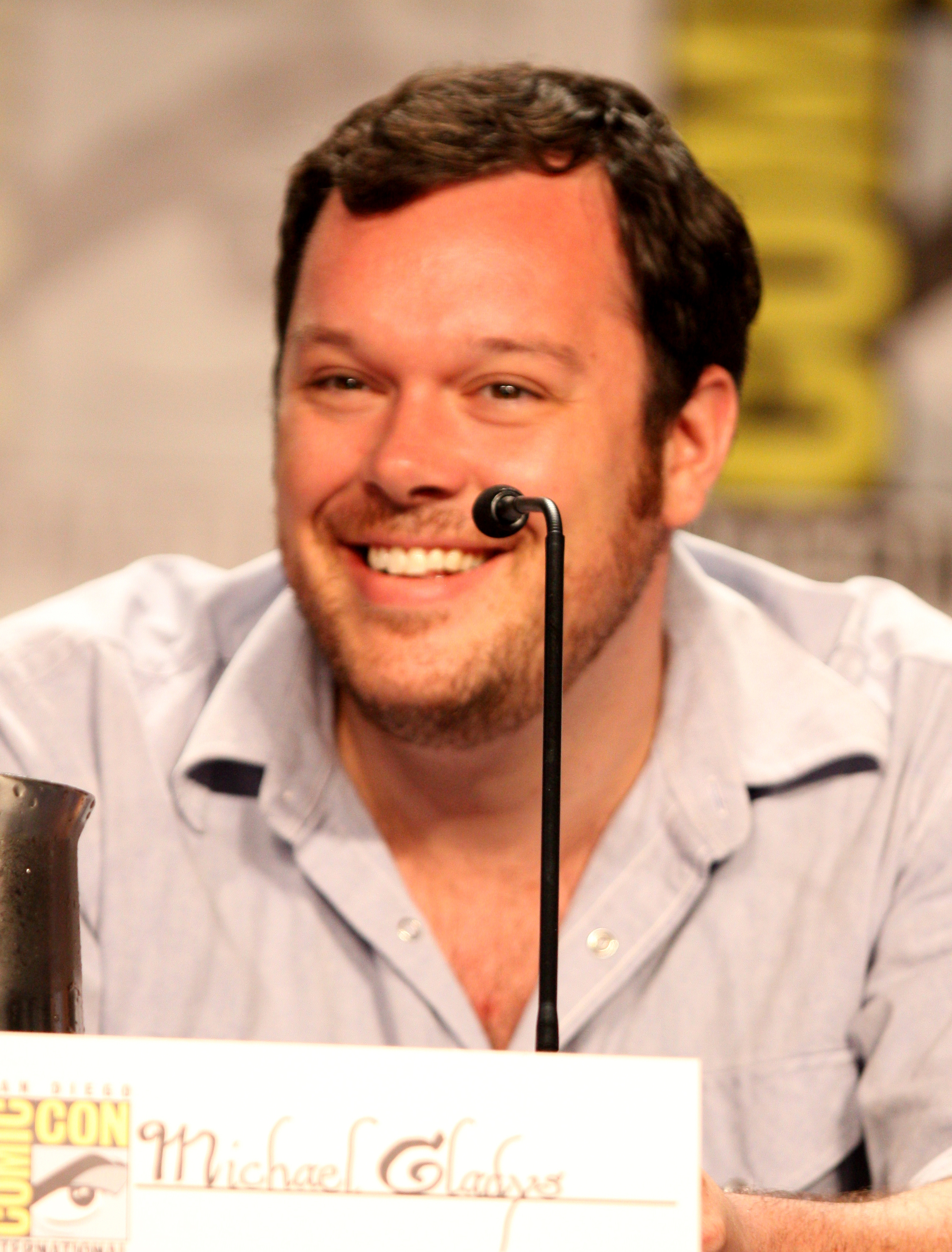
Michael Gladis

- Tom Gladdis (1991), Brits autocoureur
- Michael Gladis (1977), Amerikaans acteur en filmproducent
- Mads Glæsner (1988), Deens zwemmer
- Harvey Glance (1957-2023), Amerikaans atleet
- Gerrit Glas (1954), Nederlands psychiater
- Michael Glasder (1989), Amerikaans schansspringer
- Donald Glaser (1926-2013), Amerikaans natuurkundige, neurobioloog en Nobelprijswinnaar
- Sheldon Glashow (1932), Amerikaans natuurkundige en Nobelprijswinnaar
- Philip Glass (1937), Amerikaans componist
- Jan Glastra van Loon (1920-2001), Nederlands politicus, rechtsgeleerde en verzetsstrijder
- Karel Glastra van Loon (1962-2005), Nederlands schrijver en journalist
- Roderick Glastra (1971), Nederlands sledehondenmenner
- Diana Glauber (1650-na 1721), Nederlands kunstschilder
- Roy Glauber (1925-2018), Amerikaans natuurkundige en Nobelprijswinnaar
- Lola Glaudini (1971), Amerikaans actrice
- Matthew Glave (1963), Amerikaans acteur
- Antonius Jan Glazemaker (1931-2018), Nederlands oudkatholiek bisschop
- Malcolm Glazer (1928), Amerikaans zakenman

## Gle

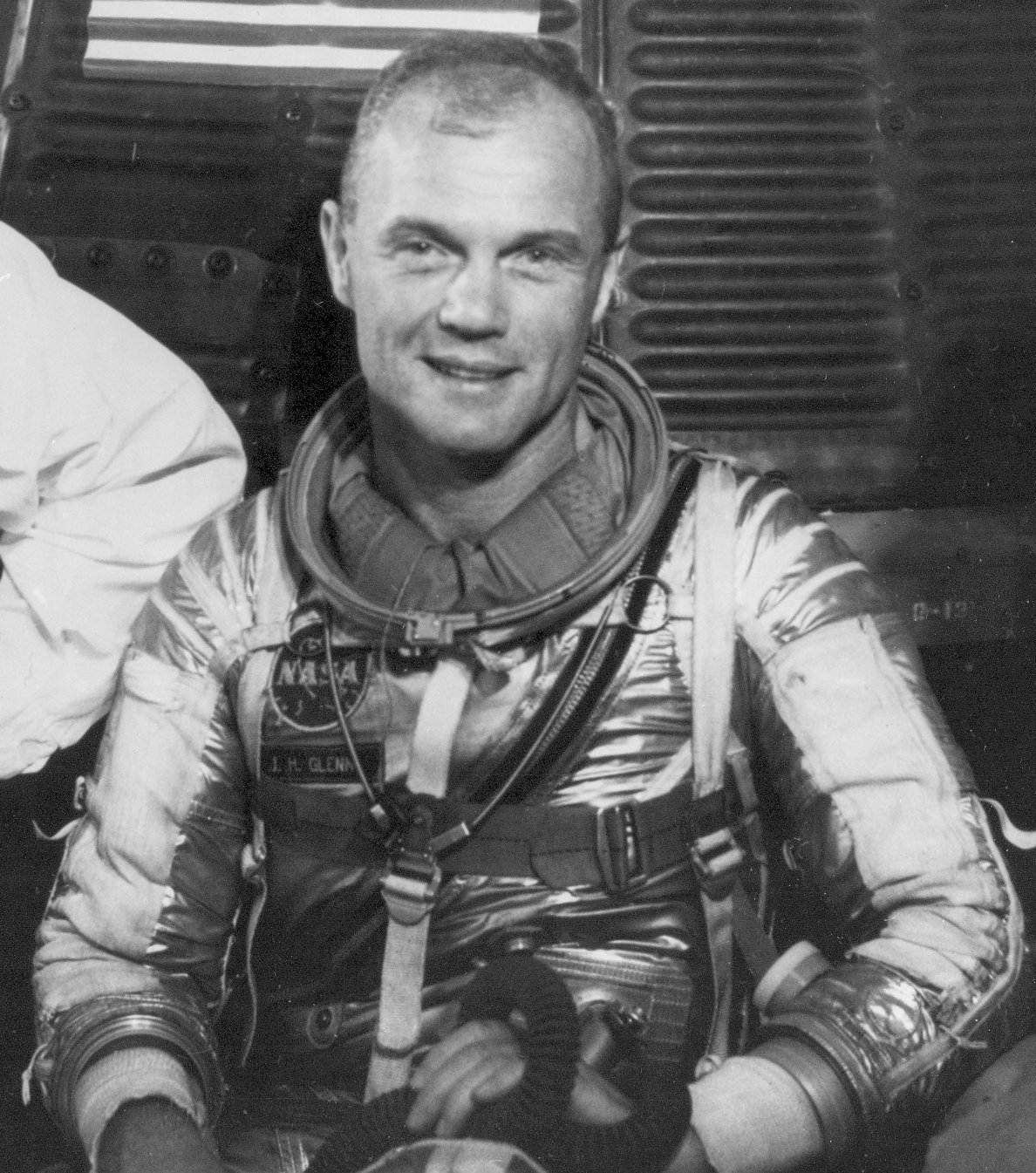
John Glenn

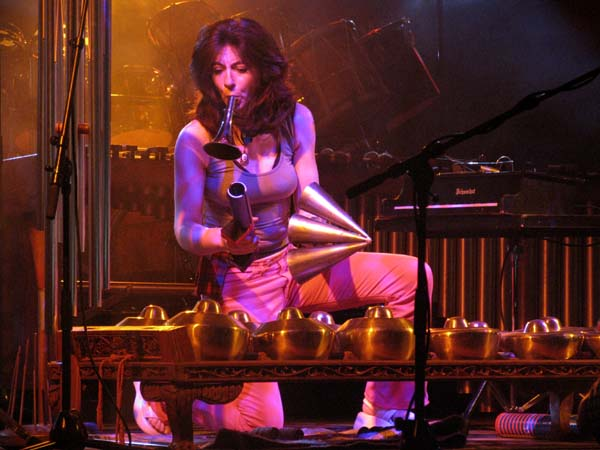
Evelyn Glennie

- Joanna Gleason (1950), Canadees actrice
- Kevin Gleason (1987), Amerikaans autocoureur
- Paul Gleason (1944-2006), Amerikaans acteur
- Nicholas Gleaves (1969), Brits acteur
- Nikolai von Glehn (1841-1923), Baltisch-Duits grootgrondbezitter en architect
- Antje Gleichfeld (1938), Duits atlete
- Johan George Gleichman (1834-1906), Nederlands politicus
- Vittorio Gleijeses (1919-2009), Italiaans historicus en journalist
- Bob Glendenning (1888-1940), Engels voetballer en trainer
- Philip Glenister (1963), Brits acteur
- Robert Glenister (1960), Brits acteur
- John Glenn (1921-2016), Amerikaans militair, ruimtevaarder en politicus
- Pierre-William Glenn (1943-2024), Frans cameraman en filmregisseur
- Evelyn Glennie (1965), Schots slagwerkster
- Jan Pieter Glerum (1943-2013), Nederlands veilingmeester en televisiepresentator
- Sharon Gless (1943), Amerikaans actrice

## Gli
- Svetozar Gligorić (1923-2012), Servisch schaker
- Primož Gliha (1967), Sloveens voetballer en voetbalcoach
- Joop Glimmerveen (1928-2022), Nederlands politicus en neonazi
- Georges Glineur (1911-1997), Belgisch politicus en Waals militant
- Henri Glineur (1899-1978), Belgisch politicus

## Glo
- Vinko Globokar (1934), Sloveens componist en dirigent
- Anders Gløersen (1986), Noors langlaufer
- Gerrit Glomser (1975), Oostenrijks wielrenner
- Eloi Glorieux (1960), Belgisch politicus en milieuactivist
- François Glorieux (1932), Belgisch componist, pianist, dirigent en muziekpedagoog
- Modestus Stephanus Glorieux (1802-1872), Belgisch priester
- Helen Glover (1986), Brits roeister
- Martin Glover (1960), Brits muzikant

## Glu
- John Bagot Glubb (1897-1986), Brits beroepsmilitair
- Christoph Willibald Gluck (1714-1787), Duits componist
- Louise Glück (1943-2023), Amerikaans dichteres en Nobelprijswinnares
- André Glucksmann (1937-2015), Frans filosoof, schrijver en acteur
- Joško Gluić (1936), Kroatisch voetballer

## Gly
- Adriana van Glymes (1495-1524), Nederlandse adellijke vrouw